# Молисон, Генри
Генри Густав Молисон (англ. Henry Gustav Molaison), широко известен как Пациент Г.M. Молисон страдал от расстройства памяти после операции по удалению гиппокампа., энторинальной коры и миндалевидного тела в попытке излечить эпилепсию. Его активно изучали с 1957 года до его смерти. Его случай сыграл важную роль в разработке теорий, объясняющих взаимосвязь памяти и работы мозга, а также в развитии когнитивной нейропсихологии как дисциплины.
Мозг Молисона хранится в Калифорнийском университете в Сан-Диего, где его разрезали на секции для дальнейшего изучения. В январе 2014 года была закончена цифровая модель мозга.

## Биография
Генри Молисон родился 26 февраля 1926 года. В детстве он заболел эпилепсией, которую приписывают тому, что его сбил велосипедист, когда ему было 7 лет. В 1953 году его направили к нейрохирургу Уильяму Сковиллу на лечение.
Сковилл локализовал очаг эпилепсии в правой и левой медиальной височных долях и предложил сделать их резекцию. Резекция была проведена 25 августа 1953 года, на операции  удалили гиппокамп и прилегающие структуры, включая большую часть энторинальной коры мозга.
После операции, которая дала возможность контролировать эпилепсию, Молисон страдал от сильной антероградной амнезии. Хотя его рабочая и процедурная память не были затронуты, он больше не мог запоминать события в эксплицитной памяти. Несмотря на это, он мог, к примеру, выучивать новые моторные навыки, хотя и не мог впоследствии вспомнить, как он их выучил.
Ближе к концу жизни он часто решал кроссворды. Он мог вспомнить ответы, если вопросы касались его знаний до 1953 года.
Молисон умер 2 декабря 2008 года.